# 트랜스가봉 철도
트랜스가봉 철도(프랑스어: Transgabonais)는 가봉에서 유일한 철도이다. 이 노선은 리브르빌의 오웬도 포트 스테이션에서 프랑스빌까지 동쪽으로 670km(420mi)를 운행하며, 주요 역은 은졸레, 로페, 보우에, 라스투르빌, 모안다이다.

## 역사
철도는 1885년에 처음 계획되었다. 이 노선에 대한 조사는 1968년에 이루어졌고, 1973년에 자금이 합의되었으며, 그 다음 해에 건설이 시작되었다. 첫 번째 구간은 오웬도에서 은졸레까지 1978년에 개통되었으며, 나머지 구간은 1986년 12월까지 단계적으로 개통된다. 비용은 예산을 훨씬 초과했고 그 나라는 거의 파산 지경에 이르렀다.
트랜스가봉 철도는 은졸레까지 전체적으로 오구에강 근처에 있다. 가장 중요한 건축물은 쥬크빌 터널, 아방가 늪 위의 고가교, 오구에와 이빈도강 사이의 합류 지점에 있는 다리이다.
프랑스빌행 노선은 1987년에 완공되었다.
원래 마코쿠에 도착하여 철광석을 운반할 계획이었지만, 콩고 공화국을 거쳐 COMILOG 케이블웨이를 통해 들어오는 망간광석 교통량을 국경 내에 유지하기 위해 정치적인 이유로 항로가 변경되었다. 모안다의 망간 광산에 철도가 도달했을 때, 케이블웨이는 폐쇄되었다.
그 철도는 1999년에 민영화되었다. 콩고 공화국에 있는 브라자빌로의 연장을 제안하는 계획들이 정기적으로 표면화된다.

### 근사
2003년, 휴스 네트워크 시스템은 모든 철도역에 위성 기반 전화 시스템을 설치하였다.
2006년 6월 벨링가 항구에서 출발하는 철광석 신규 라인이 발표되었다. 기존 라인의 일부를 사용할지 여부는 불분명하다. 트랙은 표준 게이지가 된다. 이 노선은 2012년에 개통될 예정이었으나 2014년에 완공될 예정이다.
두 대의 EMD JT42CWR 기관차는 2011년 9월에 출고되었다. 4대의 기관차와 10대의 객차를 추가로 주문했다.
2019년 5월 18일, 3명의 근로자가 선로 위에서 사고로 사망했다.

## 시스템
적도 기니, 카메룬 또는 콩고 공화국과 인접한 주와는 아무런 관련이 없다. 이 철도는 목재와 우라늄을 수송하는 데 중요한 역할을 할 뿐만 아니라 국내에서 유일하게 중요한 대중 교통 경로이다. 1996년, 철도는 19만 명의 승객과 화물을 운송했다. 669km(416 mi)의 트랜스가봉 철도에는 23개의 역이 있다.